# Clavularia grandiflora
Clavularia grandiflora is een zachte koraalsoort uit de familie Clavulariidae. De koraalsoort komt uit het geslacht Clavularia. Clavularia grandiflora werd in 1908 voor het eerst wetenschappelijk beschreven door Nutting. 